# Kodeljevo
Kodeljevo je del Ljubljane, ki se nahaja vzhodno od mestnega središča.
Razmejujejo ga reka Ljubljanica, Gruberjev kanal in železniška proga Ljubljana - Metlika d.m.. Po sredini Kodeljevega poteka ena pomembnejših in prometnih ljubljanskih ulic, in sicer Povšetova ulica.

## Javni potniški promet
Predel je s centrom Ljubljane povezan z rednimi mestnimi avtobusnimi linijami št. 5, N5, 9 in 13. 

## Zgradbe in objekti
Na Kodeljevem ima sedež Fakulteta za šport v Ljubljani, poleg pa se nahaja še Športni park Kodeljevo s kopališčem in grad Kodeljevo. Ob Ljubljanici stoji cerkev Sv. Terezije.
Na področju Kodeljevega ima svoj šolski okoliš Osnovna šola Ketteja in Murna, ki je dobila ime po pesnikih Dragotinu Ketteju in Josipu Murnu. Pesnika slovenske moderne sta živela in mlada umrla v bližini Kodeljevega, v Cukrarni na Poljanah.

## Izvor imena
Predel je dobil ime po družini Codellijev, ki je imela na tem območju nekdaj v lasti večja posestva. Od 2016 je park v okolici gradu poimenovan Park Antona Codellija.